# Edme Marie Cadoux
Edme Marie Cadoux, né à Blacy (Yonne) le 27 juillet 1853 et mort à Thizy (Yonne) le 13 mars 1939, est un sculpteur français.

## Biographie
Sa naissance en 1853 dans une modeste famille de carriers bourguignons destine Edme Marie Cadoux au métier de tailleur de pierres. Pourtant, avec le soutien de son instituteur et celui du député républicain Paul Bert, il quitte sa région en 1870 pour aller étudier à l'École des beaux-arts de Paris pendant une dizaine d'années. Élève de François Jouffroy et d'Antonin Mercié, entre autres, il apprend le modelage et la mise aux points. Plus tard il deviendra président de la chambre syndicale des praticiens.
Il expose au Salon des artistes français chaque année entre 1874 et 1935. Il y reçoit des médailles de première, deuxième ou troisième classe, ainsi que des mentions honorables. En 1887, il obtient une médaille de troisième classe pour son groupe de marbre À la fontaine, destiné à la Résidence à Tunis.
Encouragé par Auguste Bartholdi, ses compétences le désignent alors pour aller expertiser la qualité des marbres du Filfila (Algérie). On espérait alors pouvoir les préférer aux marbres Italiens. C'est pendant son séjour à Philippeville qu'il perd sa fille Marie, âgée de neuf ans, orpheline de mère depuis peu. Il rentre en France, seul et ruiné. S'ajoute encore la perte de Paul Bert, mort au Tonkin (Indochine) dont il était devenu un familier.
Il retrouve son atelier de Montparnasse, voisin de celui d'Antoine Bourdelle. Il épouse Léonie Trouttet, dont il a trois enfants. Les commandes de l'État lui permettent alors de vivre comme praticien pour Alfred Boucher à la réfection de l'Opéra de Paris, pour Émile Peynot à l'hôtel de ville de Paris ou au palais de justice de Rouen, pour Albert-Ernest Carrier-Belleuse aux frontons de la Banque de France, à la façade du théâtr
- troie des Champs-Élysées pour Bourdelle, avec Anatole Guillot à la réfection des trophées et statues du château de Versailles, pour des commandes de bustes d'hommes politiques (Le pelletier de Saint-Fargeau, Lepère, Bonnerot, Vaulabelle, Paul Bert). Outre ces portraits en buste, genre dans lequel il excelle, il édifie des monuments publics mettant souvent en scène des enfants, comme dans le groupe monumental de la fontaine de Bléneau (Yonne), où un jeune garçon verse l'eau à une fillette tournée vers lui en un gracieux mouvement du corps.   Après la Première Guerre mondiale, il travaille comme architecte et statuaire à l'érection de nombreux monuments aux morts, préférant aux images guerrières celles d'enfants offrant des fleurs aux soldats comme pour le monument de Crécy-en-Brie (actuellement Crécy-la-Chapelle), où ce sont les enfants des soldats disparus qui ont posé.   Il passe ses dernières années à Thizy, où il ne cessa d'avoir des projets de toutes sortes peu relayés par les élus locaux de l'époque, comme celui d'une école d'apprentissage de la sculpture qui ne vit jamais le jour.  Il meurt à Thizy 13 mars 1939.

## Œuvres

### Œuvres dans les collections publiques
En [Algérie]

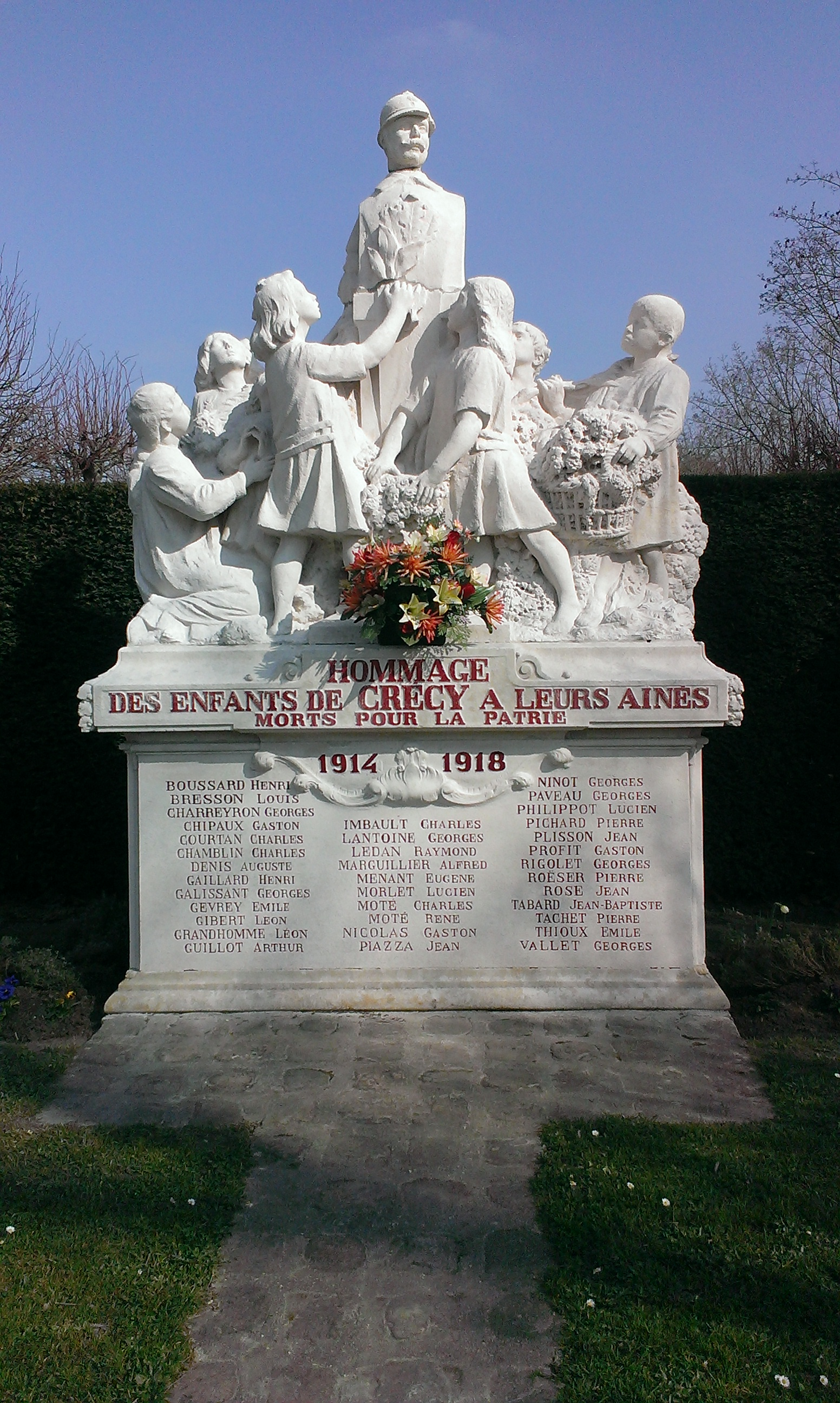
Monument aux morts de Crécy-la-Chapelle.

- Philippeville : Monument à la gloire du 3e Zouave, œuvre en plâtre aujourd'hui disparue.

En France
- Auxerre : Buste de la mère de l'artiste.
- Avallon : Buste de Vaulabelle, (1799-1879) journaliste.
- Musée de l'Avallonnais: Vierge à la lune
- Bléneau :
- Mairie: buste de Alexandre Dethou
- Église : Autel chapiteaux et corbeaux en haut-relief.
  - Fontaine monumentale Châtaigner.
- Guillon : Monument funéraire de la famille Tarteret.
- Joigny : Buste du député Bonnerot.
- L'Haÿ-les-Roses, mairie : Marianne, les Sciences et les Lettres, cheminée monumentale.
- Montbard :
- Monument à Daubenton, 1901, buste en bronze, œuvre disparue[5], ne restent que les moutons
  - Buste de M. Debussy, député de la Côte d'Or.
- Montréal: Chapelle funéraire Lamary
- Nancy : Buste de Merlin de Thionville.
- Paris: Lycée Jeanson de Sailly: Lamartine et Chateaubriand
- cimetière du Père-Lachaise : Monument funéraire de Mlle Georges.
- monument de Marie Muller
- Collections particulières: 
  - Buste d'Ignace de Loyola.
  - Buste de Mme Gerbeau.
  - Buste du commandant Renaud.
- Saint-Fargeau : Buste de Louis-Michel Lepeletier de Saint-Fargeau, ministre d'État.
- Saint-Père, église : Sacré-Cœur, statue en pierre.
- Saints-en-Puisaye, église : L'arrestation de Saint Prix  bas-relief de l'autel.
- Thizy, église: Statue de saint Germain des Roses (œuvre de jeunesse). Chapelle funéraire Dujon-Montarlot. Atlantes  au balcon de sa maison familiale. Chats, Aigle marquant le passage d'une Méridienne aux maisons du village.

- Versailles galerie des portraits: Buste de Paul Bert.

En Tunisie
- Tunis : À la Fontaine.

### Monument aux morts de la Première Guerre mondiale
- Cramaille
- Crécy-la-Chapelle
- Marmeaux
- Rampillon
- Saponay

### Œuvres éditées
- Marianne : nombreux bustes, modèle avec ou sans bonnet phrygien.
- Coquilles : femme couchée, diverses dimensions.